# Sipiory (gromada)
Sipiory – dawna gromada, czyli najmniejsza jednostka podziału terytorialnego Polskiej Rzeczypospolitej Ludowej w latach 1954–1972.
Gromady, z gromadzkimi radami narodowymi (GRN) jako organami władzy najniższego stopnia na wsi, funkcjonowały od reformy reorganizującej administrację wiejską przeprowadzonej jesienią 1954 do momentu ich zniesienia z dniem 1 stycznia 1973, tym samym wypierając organizację gminną w latach 1954–1972.
Gromadę Sipiory z siedzibą GRN w Sipiorach utworzono – jako jedną z 8759 gromad na obszarze Polski – w powiecie szubińskim w woj. bydgoskim, na mocy uchwały nr 24/13 WRN w Bydgoszczy z dnia 5 października 1954. W skład jednostki weszły obszary dotychczasowych gromad Józefkowo, Kowalewko i Sipiory (bez leśnictwa Czerwonak i lasu Studzienki) ze zniesionej gminy Sipiory w tymże powiecie. Dla gromady ustalono 23 członków gromadzkiej rady narodowej.
31 grudnia 1961 do gromady Sipiory włączono wsie Piotrowo, Weronika, Kowalewko i Ludwikowo oraz przysiółek Nowowiejski Młyn ze zniesionej gromady Gromadno, wsie Szczepice, Rozstrzębowo, Elizewo, Suchorączek i Suchoręcz, leśniczówki Czerwoniak i Skórzewo oraz przysiółek Zabłocie ze zniesionej gromady Szczepice w tymże powiecie oraz łąki Dębogóra (oddzielone lasem od strony północnej i należące do wsi Dębogóra) z gromady Kcynia w tymże powiecie.
1 stycznia 1972 gromadę Sipiory połączono z gromadą Kcynia, tworząc z ich obszarów gromadę Kcynia z siedzibą Gromadzkiej Rady Narodowej w Kcyni w tymże powiecie (de facto gromadę Sipiory zniesiono, włączając jej obszar do gromady Kcynia).